# 伊雷奇河
伊雷奇河是俄羅斯的河流，由科密共和國負責管轄，屬於伯朝拉河的右支流，河道全長411公里，流域面積約16,000平方公里，河水主要來自雨水和融雪，每年十一月至翌年四月結冰。
62°30′45″N 56°43′58″E / 62.51250°N 56.73278°E